# ماري ريتشموند
ماري ريتشموند (بالإنجليزية: Mary Richmond)‏ هي عاملة إجتماعية أمريكية، ولدت في 5 أغسطس 1861 في بلفيل في الولايات المتحدة، وتوفيت في 12 سبتمبر 1928 في نيويورك في الولايات المتحدة.